# Морея (еялет)
37°56′00″ пн. ш. 22°56′00″ сх. д. / 37.93333333° пн. ш. 22.93333333° сх. д.
Еялет або пашалик Морея (осман. ایالت موره) — адміністративно-територіальна одиниця Османської імперії. Існував у 1661—1686 та 1715—1821 роках. Утворився з частин еялетів Румелія та Архіпелаг (на теперішніх землях Греції). Припинив існування у зв'язки з перемогою Грецької революції.

## Історія

### Перший еялет
У 1380-х роках османський султан Базид I спробував захопити Морейський деспотат. У 1395 та 1396 році деспот Феодор I Палеолог завдав поразки туркам у битвах при Коринфі та Афінах. У 1399 році Баязид I оголосив Пелопоннес санджаком османської держави, проте не зміг повністю його підкорити. Після поразки у 1402 році султанських військ від Тамерлана Морейський деспотат було відновлено.
Після захоплення у 1453 році Константинополя османський султан Мехмед II продовжив завоювання колишніх Візантійських володінь. У 1456 році захоплено Афінське герцогство, яке було буфером між Морейським деспотатом і Османською імперією. У 1467 році землі Мореї були відібрані у її останнього правителя Димитра Палеолога, який був уже васалом султана. Першим санджак беєм став військовик Турахан-бей. Адміністративним центром став Коринф.
За винятком кількох венеційських фортець весь Пелопоннес увійшов до складу Османського держави. Морея стає санджаком у складі Румелійського бейлербейства. У 1661 році після завершення основної частини Кандійської війни стає самостійним еялетом, до складу якого також увійшло декілька санджаків з еялету Архіпелаг.
У 1684—1699 роках Морея стала місцем османо-венеційських війн в рамках Великої турецької війни. За Карловицким договором 1699 року Морейя відійшла до Венеційської республіки.

### Другий еялет
У 1715 році після Другої Морейської війни завдяки успішним діяс великого візира Дамата Сілахдара Алі-паші територія Пелопоннесу знову опинилася в складі Османської імперії, де було відновлено еялет. Але османам не вдалося затвердити свій контроль над деякими гірськими районами Греції, які продовжували чинити опір османським військам, насамперед Мані. Адміністративний центр розташувався в Навпліоні.
Столиця еялету була перенесена до міста Триполі. До 1780 року еялетом керував паша з 3 хвостами та статусом візира, члена султанського дивану. Це обумовлювало важливе розташування провінції, метою якої було захист внутрішніх морів османської імперії, підступи до Салонік та Дарданелл.
Економічне зростання Османської Греції наприкінці XVIII століття, розширення її зв'язків з християнськими європейськими державами, одночасно з наявними в Османській імперії дискримінаційними законами щодо християнського населення, сприяло створенню передумов для національно-визвольного повстання серед греків Пелопоннесу.
1770 року російська ескадра під командуванням адмірала Г. Спирідова прибула до берегів Мореї. Висадка російських військ і грецьких добровольців спровокували Пелопоннеське повстання (відоме також як Орловське повстання), яке було жорстоко придушене албанськими іррегулярні підрозділами Османської імперії. Певніше це повстання було відволікаючими військовими діями в російсько-турецькій війні (1768—1774).
У 1821 році Морейський еялет став центром Грецької революції. У місті Ареополіс 25 березня того ж року розпочалося повстання. Протягом 3 місяців повстання охопило весь Пелопоннес, частину континентальної Греції, деякі острови Егейського моря. Турецькі залоги зміцнилися в фортецях, де були обложені греками. 5 жовтня 1821 був узятий греками головне місто Морєї Триполі. 22 січня 1822 року Національні збори в Піаду (поблизу Епідавра) оголосило Грецьку державу незалежною від Османської імперії.
У 1824 році Османська імперія запросила допомоги у Мухаммеда Алі, правителя Єгипту, який прислав флот з військами на чолі зі своїм сином Ібрагім-пашею. У лютому 1825 року останній висадив 12 тисяч солдатів в Греції і завдав повстанцям низки поразок. У квітні 1826 року Ібрагім-паша опанував практично всім Морейським еялетом. У 1827 році Лондонський конгрес ухвалив рішення про визнання незалежності Греції, після чого англо-франко-російська ескадра завдало поразки османо-єгипетському флоту в битві при Наварині. 1828 року єгипетські війська залишили Морею.
3 лютого 1830 року було прийнято Лондонський протокол, за яким офіційно визнано незалежність королівства Греція. За Адріанопольським мирним договором від 1829 року османська імперія визнавала автономію Греції, а еялет Морея було ліквідовано офіційно (фактично у 1821 році).

## Структура
В часи першого еялету поділявся на 6 санджаків: Містр, Лефкада, Лепанто, Каріелі (Акарнанія-Етолія), Мані, Патри.
Під час другого еялету провінція поділялася на 12 санджаків: СанджакПаша (Триполі), Аркадія, Наварин, Айнабахті, Патри, Гастоуні, Месолонгіон, Корд, Корон, Містра, Модон, Піргос. Санджаки в свою чергу поділялися на кази (райони), яких в різний час налічувалося від 22 до 27.

## Національно-релігійний склад
Тривалий час більшість населення були православними, частково католиками (де вплив й влада Венеції були тривалішими). В часи існування санджаки 97 % складали християни, 2,1 % — мусульмани, 0,9 % — юдеї. У XVIII ст. посилився процес ісламізації місцевого населення. Разом з тим відбувався приплив мусульманського населення (турків, албанців), циган, жидів.
На думку дослідників в Морейському еялеті грецького населення становила чисельну перевагу проти мусульманського в співвідношенні 10:1, тобто 400 тисяч проти 40 тисяч осіб. Втім посилення албанської колонізації у 1740—1750-х роках спричинив численні конфлікти та подекуди зниження греками албанців-мусульман.